# 449
Năm 449 là một năm trong lịch Julius.